# Ceratostylis tonkinensis
Ceratostylis tonkinensis är en orkidéart som först beskrevs av François Gagnepain, och fick sitt nu gällande namn av Leonid Vladimirovitj Averjanov. Ceratostylis tonkinensis ingår i släktet Ceratostylis och familjen orkidéer.
Artens utbredningsområde är Vietnam. Inga underarter finns listade i Catalogue of Life.